# Varenne
Varenne (Copparo, 19 maggio 1995) è un cavallo trottatore italiano nato presso l'allevamento di Zenzalino a Copparo in provincia di Ferrara.
Soprannominato Il Capitano, nel mondo dell'ippica è diffusamente considerato il migliore trottatore di tutti i tempi; avendo totalizzato premi per un totale di € 6.035.665, è il cavallo che ha vinto di più nella storia del trotto a livello mondiale.

## Storia
Figlio dello stallone americano Waikiki Beach e della fattrice italiana Ialmaz, Varenne deve il suo nome alla rue de Varenne di Parigi, dove si trova l'Ambasciata d'Italia in Francia. Guidato per tutta la carriera dal driver romano Giampaolo Minnucci (salvo che alla corsa di esordio nel 1998, nella quale fu condotto dal driver svedese Roger Grundin, e poi due volte nel 2002, quando Minnucci, appiedato, fu sostituito dal finlandese Jorma Kontio), impressionò fortemente gli appassionati e gli esperti di ippica imponendosi con straordinaria autorevolezza nelle corse più prestigiose del calendario italiano e internazionale.
Varenne ha un esordio singolare, mentre è ancora di proprietà dell’allenatore e driver francese Jean Pierre Dubois, a Bologna, il 4 aprile 1998: pur essendo stato squalificato per aver rotto di galoppo, desta forte impressione per l’eccezionale recupero, comunque effettuato dopo aver dovuto lasciar passare avanti quasi tutti gli altri concorrenti, giungendo al traguardo fra i primi. Questa prestazione giunge all'attenzione di un appassionato di ippica e cambiavalute di Napoli, Enzo Giordano, il quale decide di acquistare da Dubois il promettente puledro nonostante il prezzo richiesto, 150 milioni di lire, sia piuttosto alto per un esordiente.
Varenne inizia così la sua carriera di trottatore, con i colori della Scuderia Dany di Enzo Giordano, il quale lo affida a un centro ippico situato a Tor San Lorenzo, vicino a Roma, ove trascorrerà tutta la sua vita agonistica, gestito da un team guidato dall’allenatore finlandese Jori Turja e dal driver Giampaolo Minnucci.
Mette subito a segno una serie di prestazioni di grande contenuto tecnico che gli guadagnano l’attenzione degli appassionati di ippica e degli esperti, culminata con la vittoria del Derby del Trotto, la corsa più importante per un trottatore indigeno, ove batte con estrema disinvoltura Viking Kronos, dominatore delle classiche della generazione dei tre anni all'epoca.
Nella stagione successiva (1999) vince quasi tutti i gran premi del circuito dei quattro anni indigeni per poi esordire sul palcoscenico internazionale al Gran Premio delle Nazioni di San Siro, ove sconfigge la fortissima trottatrice americana Moni Maker. Conclude poi l'anno imbattuto, con una serie complessiva di quattordici vittorie in altrettante corse disputate.
Nel 2000 Varenne comincia a misurarsi con i trottatori più forti del mondo: corre diciotto volte, riportando tredici vittorie. Nella prima delle tre edizioni del Prix d'Amérique cui prende parte, una contestatissima partenza, ripetuta tre volte, sembra condizionarne la prestazione, in quanto inizialmente resta invischiato nelle retrovie, ma in seguito è protagonista di una sensazionale rimonta, che lo porta ad affrontare l’ultima curva in testa, salvo pagare in prossimità del traguardo lo sforzo compiuto per recuperare, giungendo terzo, dopo i cavalli francesi Général du Pommeau e Galopin du Ravary. Già due settimane dopo, sulla stessa pista, al Prix Louis Roederer, si impone nei confronti di Général du Pommeau. Si aggiudica successivamente il Lotteria di Agnano e il Gran Premio Giubileo 2000 di Roma.
Nella stagione 2001 Varenne, sempre guidato da Giampaolo Minnucci, si afferma come indiscusso dominatore del trotto mondiale, prima surclassando gli avversari in tutte e tre le prove del Grand Slam del trotto europeo (Amérique, Lotteria, Elitloppet), per poi distanziare tutti anche nella Breeders Crown, la corsa più importante degli Stati Uniti: nessun cavallo aveva mai manifestato una superiorità così netta sui propri competitori.
Proprio negli Stati Uniti Varenne consegue, all’ippodromo Meadowlands di New York, in occasione della finale della Breeders Crown Open trot, il tempo di 1.51.1, che gli vale il suo record (allora mondiale) sul miglio con un ragguaglio di 1'09.1" al km, limite ritoccato solo nell'agosto 2008 da Misterizi, vincitore dell'edizione di quell’anno del Nat Ray in 1.51.
Il 2002 lo consacra come il trottatore più ricco e più veloce di tutti i tempi: Varenne bissa il Grand Slam e conclude la sua carriera effettuando un tour mondiale in cui batte tutti i record delle piste.
Le sue prestazioni gli hanno guadagnato l'attenzione dei media; a tale riguardo, oltre agli innumerevoli articoli della stampa, anche non specializzata, e anche al di fuori dell’Italia, relativi alle imprese di Varenne, può ricordarsi la copertina dedicatagli dal settimanale della Gazzetta dello Sport SportWeek.
Varenne è l'unico cavallo nella storia dell'ippica mondiale ad aver vinto il titolo di "Cavallo dell'anno" in tre differenti Stati (Italia 2000, 2001, 2002; Francia 2001 e 2002; Stati Uniti 2001) e l'unico trottatore ad aver vinto le corse più importanti del mondo nello stesso anno (2001).

## Prole
Il 28 settembre 2002, a Montréal, in occasione della tappa conclusiva della World Cup, Varenne conclude con un’inattesa sconfitta la sua carriera agonistica, pur conseguendo comunque il trofeo in virtù delle precedenti affermazioni nell’ambito della stessa competizione. Subito dopo inizia ad essere impiegato come riproduttore.
Alloggiato dall'ottobre 2002, in funzione della sua nuova carriera, all'allevamento "Il Grifone", a Vigone, nell'allora provincia di Torino, sostituita nel 2015 dalla città metropolitana di Torino,nell'agosto 2019 Varenne viene spostato all’Equicenter Monteleone, nel comune di Inverno e Monteleone, in provincia di Pavia. Poi, nel 2021 ha risieduto presso la tenuta "Il Cigno" di Villanterio (Pavia).  Nel marzo 2025, Varenne viene trasferito all’allevamento LJ di Dario de Angelis a Eboli, in provincia di Salerno.
Come stallone, Varenne ha generato più di 2000 figli; il suo primogenito, Icaro del Ronco, è stato venduto all'asta di settore alla cifra record di 150.000 euro. Tra gli altri suoi figli si annoverano le campionesse Lana del Rio (aggiudicatasi il Derby italiano di trotto nel 2008) e Lisa America, vincitrici di oltre un milione di euro nelle piste italiane e internazionali, Nadir Kronos (che si è imposto nel Derby italiano di trotto del 2010), Napoleon Bar, Olona Ok (vincitrice del Derby italiano di trotto del 2011), Pascià Lest (primo al Derby del 2012) e Testimonial Ok (vincitore del Derby del 2015). Varenne può quindi già annoverare fra i suoi figli cinque vincitori del Derby, la più importante corsa nel panorama del trotto italiano. Un altro figlio di Varenne, il sauro Vernissage Grif, proveniente dall’allevamento "Il Grifone", ha vinto per due anni consecutivi, nel 2020 e nel 2021, il Campionato Europeo e per due anni consecutivi il Gran Premio Lotteria di Agnano, nel 2022 e nel 2023, ed è vincitore in carriera di oltre 1.500.000 euro.

## Palmarès
Di seguito si riportano alcuni tra i più importanti successi di Varenne:
- Roma - Derby italiano di trotto (1998)
- Milano - Gran Premio delle Nazioni (1999)
- Milano - Premio ENCAT (2001 e 2002)
- Parigi - Prix d'Amérique (2001 e 2002)
- Napoli - Gran Premio Lotteria di Agnano (2000, 2001 e 2002)
- Stoccolma - Elitloppet (2001 e 2002)
- New York - Breeders Crown (2001)